# ANGEL (漫画)
『ANGEL』（エンジェル）は、遊人による日本の漫画。『ヤングサンデー』（小学館）にて1980年代末から1990年代初頭にかけて連載された。1990年と1994年には18禁アニメとしてOVA化されたほか、カクテル・ソフトよりアダルトゲーム化もされている。
2007年より、十数年経ったその後のストーリーとして、掲載誌を変えて連載された。

## 概要
男子高校生・熱海康介が主に人助けで知り合った、多くの女性と欲望のままセックスするストーリーギャグ漫画である。連載開始当初のサブタイトルは「Highschool Sexual Bad boys & girls Story」。当時は成人向け漫画でも性描写の性器にボカシを使うことが多かったが、本作は一般の青年漫画においてかなり緻密な描写が存在した。
1990年頃に生じた有害コミック騒動の対象となり、一部の自治体では有害図書の指定を受けた。人気はあったにもかかわらず連載は一時中断を余儀なくされ、単行本は絶版・出荷停止となった。
暫く間を置いて連載再開したものの、遊人は（強制）休載させられたことについて、再開1回目の前の号で「メッセージ」と題して比喩的に抗議している。これと同時に、ヤングサンデーコミックスの中で、露骨に性描写がある作品についても単行本の絶版など同様の措置が取られた（一部は後に復刻）。
連載再開後には、問題となった性描写は極力抑えられた。また、サブタイトルは「Delight Slight Light Kiss Story」に変更されている（当時の松任谷由実のアルバム『Delight Slight Light KISS』に因んでいる）。その後、連載は続くものの単行本が発行されないという状況が続いた（＝単行本売り上げによる作者の印税収入が生じない）こともあり、大団円の最終回を迎えることとなる。
その後、『ANGEL』は1995年にシュベール出版から成年向け作品として復刻・再出版されることになる（この時は「成人コミック」指定）。さらにその数年後には文庫化もされた。
2007年より『週刊漫画ゴラク』（日本文芸社）にて、続編『ANGEL〜恋愛奉仕人・熱海康介』が連載された。これは33歳になっても相変わらずで静香に愛想を尽かされて別居し、出張ホストの生活を始めた康介のストーリーとなっている。劇画系の青年誌ということもあり、作風を一新してこれまでの作者の各作品とは大きく異なる劇画風の繊細なタッチで執筆されている。単行本は『ANGEL SEASONII』のタイトルで、同社から刊行されている。

## ヤングサンデー版

### あらすじ
舞台は国立市の国立南高校。姫乃樹静香は5歳の時、マンションのベランダから落ちたところ、たまたま同じ歳の熱海康介に命を助けてもらった。その後、引っ越していたが12年ぶりに戻ってきた。久しぶりに熱海康介に会えることを楽しみにしていたのだが、彼はスケベな軟弱男になっていた。
最終回で、静香はイギリスへと引っ越さなければならなくなってしまった。別れの前夜「10年後、静香が日本に戻ってきた時に結婚しよう」と約束し合い、ついに康介と静香は結ばれる。そして10年後、2人は本当にその約束を果たしたのだった。

### 登場人物
熱海康介（あたみ こうすけ）
国立南高校の生徒で自称、スケベの天才にして性犯罪者。結果的にはそのスケベでいくつかの事件を解決したり、人を救っている。頭の中は常に女の子とセックスすることしか考えておらず、オナニーは毎日するほど性欲は旺盛、複数の女子をあの手この手で性行為をできないかと試行錯誤している。所構わずナンパをし相手を選ばずにスケベな言動を連発する為、激怒した女に痛めつけられる事もあった。セックスすることを「ハメる」「ハメハメ」「パーコパコ、パーコパコ（セックス時のピストン運動を繰り返す音に喩えて）」などと形容して女の子に真正面から「ハメさせて」と懇願したこともある。喧嘩に関しては「女の子より弱い」と馬鹿にされるほどの貧弱さだが、セックスが絡むと超人的な強さを発揮する。
姫乃樹静香（ひめのぎ しずか）
美少女だが、喧嘩はめっぽう強く度胸もある。当初はスケバンキャラクターだった。幼い頃のある一件が理由で康介に惚れている。ただし、康介のスケベぶりには頭を悩ませているようで、愛想を尽かしそうになったり、言動だけでも抑えようとした事があった。転校初日のホームルームで、勉強に専念させる為に恋愛禁止を打ち出し、交際を止めさせる事を強要する担任を批判し「あんたよりヤクザの方がマシだ」と啖呵を切って黙らせて以降、他の女生徒から慕われるようになる。しかし、そのせいで不良同士の抗争に巻き込まれそうになったり、相談を持ちかけられるようになった。名前は当時のアイドル姫乃樹リカと工藤静香から。
山田（やまだ）
熱海の同級生。金持ちの息子で父は学校のPTA会長。父親に似た老け顔に加えて女を見ると札束で叩く変な癖のせいでモテない。
菊池完二（きくち かんじ）
熱海の幼馴染で親友、空手部主将。
10年後のエピローグでは結婚して喫茶店を営んでおり、その中で康介と静香の結婚を祝っていた写真を眺める所で物語は締めくくられた。
室原（むろはら）
熱海の通う高校にマドンナ先生の後任として赴任した臨時の化学教師。だが、クロロホルムを使用して赴任した学校で狙った女子生徒を眠らせ、意識の無い状態にしてから自身の性欲処理の為に犯すという行為を繰り返していた。セックスをする際に避妊をせずに強姦した女子生徒の胎内に膣内射精を繰り返していたため、犯した女の子が次々と妊娠し、日頃女の子もちょっかいを出してる康介が犯人と疑われて事件が発覚することになった。康介は自分に濡れ衣を着せようとした被害者の女の子たちと真犯人を見付けた際にはセックスをさせることを取り付けて、犯人探しに乗り出すことになる。室原は最後の仕上げに静香と学校で静香と並ぶ美少女である工藤知可子を犯そうとしたが、静香を最後の楽しみに取って置き、先に工藤を正常位から犯して膣内射精をした後に静香にペニスを挿入する直前で康介たちに発見されて警察に逮捕される。康介たちに現場を抑えられた際には康介から悪行について「お前のような男がいるから、生徒は教師を信用しなくなるんだ！」などと説教をされた。康介は眠りから覚めない静香を室原に代わり犯そうとしたが、マドンナ先生に止められて果たせず、代わりにマドンナ先生とカーセックスをした。
マドンナ先生
熱海の通う高校の化学教師。熱海の憧れの女性でもあり、その美貌とEカップのバストからついた愛称は「Eカップマドンナ」。御曹司との結婚で玉の輿に乗り康介の通う高校を離れるが、その直前に康介と肉体関係を結ぶ。さらに校内で複数の女生徒が妊娠する事件が起きた際に康介と再会。人妻でありながらも倫理観はなく、肉欲の趣くまま康介と学校の体育倉庫や車内で性行為をする。
留利（るり）
姫乃樹静香が熱海の高校に転校してきたときに熱海が付き合っていた同級生。第一巻の冒頭で体育倉庫での熱海と瑠利とのセックスシーンから始まった。ケンジという同級生に好かれており、ケンジは、熱海と瑠利がセックスすることが許せず、熱海と瑠利とのセックスを邪魔をして、熱海を追い掛け回していた。また、瑠利は熱海とのセックスが相当好きで、自らコンドームを出して早く挿入するように促したり、フェラチオも好きで、熱海との関係でかなり上手になっていた。セフレだったのか、一話から三話まで登場したきり、以降は全く登場しなくなった。
松田
テニス部のアイドルと呼ばれている女の子。清純な容姿と裏腹に性的な好奇心から誰もいない部室で度々テニスラケットを使用して自慰行為に及んでおり、それを隣の空き室から康介に覗かれていた。ラケットの柄を使って自慰行為などしていた。
ミオ
熱海の同じ高校に通うツインテールの女子高生。原チャリ同好会に所属している。原チャリ同好会はブラックハーレーと敵対しており、ブラックハーレーとの抗争の助っ人として姫乃樹静香の協力を得ようとしていた。原チャリ同好会はテニス部の隣に部室を持っており、覗き穴からテニス部室を覗くことができる。その覗き穴から熱海はテニス部のアイドル松田のオナニーを日常的に覗いていた。姫乃樹静香の協力を得られないミオは、熱海の部屋に突然訪れフェラチオを始め、さらに性的な誘惑をして、姫乃樹静香の協力を得られたときには熱海に体を許すと約束した。また、ブラックハーレーとの抗争に原チャリ同好会が負けると部室を利用できなくなるために熱海は、原チャリ同好会に協力しようとする。熱海が説得しても協力をしたがらない姫乃樹静香は、菊地完二の説得を得て、最終的には抗争に参加し、原チャリ同好会は勝利をした。抗争の後、原チャリ同好会の7人は、姫乃樹静香の舎弟となったが、ミオは熱海との約束を反故にして、セックスはさせなかった。
リカ
熱海の通う高校の生徒。熱海の高校のスケ番の冴島の舎弟で肉体関係を持つレズビアン。自分のノーパン写真付きの手紙で熱海を呼び出して、熱海を助けようとする姫乃樹静に先に手を出させて、冴島と姫乃樹のタイマン勝負に持ち込もうとする計画に加担した。熱海はノーパン写真につられて待ち合わせ場所に現れた。熱海と会ってすぐにノーパンのリカは熱海の顔を足で踏みつけたところ、熱海の友人の菊池完二が現れて計画は失敗に終わる。その後日、熱海の親が留守の週末に熱海の部屋に入り込み、リカが熱海に襲われているところに姫乃樹静香と冴島を鉢合わせにして、タイマン勝負に持ち込ませようとしていた。しかし、熱海の腕力を侮っていたリカは、熱海の部屋に入った途端、いきなり熱海にセックスに持ち込まれ、レズでしか性経験のなかったリカは、男とのセックスの快感を覚えさせられ、熱海のセックスの虜になってしまう。
宮沢ひとみ（みやざわ ひとみ）
姫乃樹静香と同じ高校に通う舎弟。学業は優秀だが体育だけが苦手。体育の成績をよくするため放課後に体育教師の熊谷に2人きりで体育倉庫での個人補習を受けるが、体育の成績の水増しを対価に肉体関係を持つことになる。しかし、一度切りではなくその後も脅され続けバージンを奪われて肉体関係を続け、避妊もしてもらえず繰り返し熊田に膣内射精をされた結果、熊田の子供を妊娠までさせられてしまう。熊田に認知を迫ったものの「誰の子供か判らない」と言われ拒否される。生徒たちのカンパで資金を集めて赤ちゃんは堕胎したものの心身はボロボロに傷付き、その復讐を姫乃樹静香と熱海に求めるが、康介は赦せない行為だとはおもいつつも、熊谷の腕力を恐れて乗り気でない熱海に、成功したときには自分の体を一ヵ月好きにしてよいと約束し協力させた。熱海は姫乃樹静香に熊谷を体育倉庫に呼び出させ、下着姿の姫乃樹静香に対して猥褻行為をしようとする熊谷を写真に撮ろうとするが、用心深い熊谷がなかなか正体を現さない。ついに姫乃樹静香は下着を脱いで、あそこの締まりはどうすれば良くなりますかと誘う。我慢できなくなった熊谷は姫乃樹静香に襲い掛かったところを熱海は写真に撮った。写真を取り返そうと熊谷は熱海に襲い掛かるが、姫乃樹静香は後ろから熊谷をバックドロップにかける。動けなくなった熊谷を熱海は熊谷の陰茎にホースを巻きつけてホースに水を流して締め付けた。二度と生徒への猥褻行為をさせないと誓わせ復讐を果たした。その後、約束通り宮沢ひとみは一ヶ月間、康介と一日に何度も腰が抜けるほどセックスをした。
翔子（しょうこ）
姫乃樹静香の昔の親友。かつて永吉という恋人がいたが、暴走族に追われた姫乃樹静香と翔子を逃がすための囮となり、その後死んでしまう。心に傷を負った翔子は自傷行為のように、マッチ売りの少女という売春行為を行うようになっていた。偶然にも姫乃樹静香は、ホテルで不釣り合いな男と性行為をする翔子を目撃する。姫乃樹静香と共にその行為を見ていた熱海は、姫乃樹静香に翔子を立ち直らせてみせるといい翔子の調査を始める。マッチ売りの少女がどのようなものか知らなかった熱海は、翔子の誘いにのりマッチ売りの少女のサービスを受ける。人目のない暗い場所に誘われ、マッチを高額で買わされる。その後、マッチに火をつけるたびに翔子は服を脱いでいき、下着を脱いだ後もサービスはエスカレートしていき、フェラチオをする。最後は性行為をホテルですることになるが、所持金がなかったため、後日お金を持ってくることを約束し、熱海は土方のアルバイトをして稼いで再び翔子と会い、ホテルで性行為をした。熱海との性行為で永吉のことを思い出した祥子は立ち直りマッチ売りの少女をやめることになる。
かほり
姫乃樹静香の舎弟の妹で進学塾に通う学業優秀な中学生。電車で通学するときに通称ツチノコおじさんという痴漢にあうようになり、その相談を姉にした。悩みは痴漢行為をされることが嫌なのではなく、痴漢がこれ以上エスカレートしたとき断る自信がないという結構好きもののかおりだった。姫乃樹静香の舎弟であった姉が姫乃樹静香と熱海に相談を持ち掛けた。痴漢が危険な人物であることを恐れ、乗り気でない熱海を、かほりは、マンチラで誘惑し、熱海の部屋で性行為をさせて痴漢撃退に協力させる。熱海は、姫乃樹静香にマイクロミニのスカートを履かせて、電車に乗り込ませ痴漢に襲われる現場を押さえた。そのツチノコおじさんの正体は熱海達の通う高校教師の頭がバーコード状の教師であった。痴漢問題は解決したが、かほりは、痴漢される行為の快感が忘れられずしばらく熱海に痴漢の代わりをさせた。その後日、姫乃樹静香に惚れた小林昭二と姫乃樹静香の恋人の座をかけて決闘をすることになる。腕力では勝てない熱海は、かほりの協力を得て、決闘日当日まで毎晩、小林昭二の寝室にかほりを忍び込ませてフェラチオをさせ体力を奪わせた。その協力の対価にかほりは、熱海に喫茶店で外から見える場所で手マンをさせたり、それだけでは我慢できずにトイレでの性行為を要求した。その甲斐もあって熱海は小林昭二との決闘に勝利する。かおりの姉は、かほりの行動を怪しく思い、かほりに問いただし詳細がばれてしまい、姫乃樹静香に教える。姫乃樹静香は熱海を怒ろうとするが、実は小林昭二は気づいていながら、その快感に身をゆだねていただけであり自業自得だった。
葵（あおい）
熱海の同じ高校に通う女子高生。熱海の通うレンタルビデオ店の兄妹である。マゾヒスティックであり、葵の兄にSM行為を日常的に行わせている。変態的なAVばかりを借りる熱海に葵は惚れており、SM行為を熱海にされたいと思うようになっていた。妹想いの葵の兄は葵のために熱海にSM行為を妹に対してさせようと計画するが、実行当日にビデオを借りにきた熱海にはいっしょに来ていた姫乃樹静香というガールフレンドがいることを葵と葵の兄は初めて知る。ホラービデオを借りたつもりの熱海であったが、兄は熱海が借りたビデオの中身をスカトロのAVに入れ替えていた。熱海の自宅でこのスカトロAVを見せられた姫乃樹静香は怒って出て行ってしまう。怒った熱海はレンタルビデオ店に乗り込むが、葵の兄は葵が間違えたといい、妹に仕置きをするように促す。すでにSMが行えるよう用意されていて葵が全裸で縄に縛られて逆さづり状態であった。それを見た熱海は冷めてしまい何もせずに帰ろうとするが、葵の兄に殴られ気絶させられ目隠しをされて葵の尿を顔に浴びさせられる。店員が間違えたことに気づき、一足遅く駆けつけた姫乃樹静香であったが、目隠しを取った熱海は尿を浴びて恍惚の表情を浮かべていた。その後も康介に好意を持っていたためアタックするが空振りし、ひょんな事から山田と金銭的なの関係を持つことになる。
本田生徒会長（ほんだせいとかいちょう）
熱海の同じ高校の生徒会長。元生徒会長の女性とは肉体関係があり、レズビアンである。男性経験はない。元生徒会長の卒業を機にレズビアンをやめようと決意し、最初に会った男とセックスをすると決心する。偶然通りかかった熱海は本田生徒会長に性行為を申し込み、意外にも承諾された。それを見ていた本田生徒会長に惚れていた串田副生徒会長に熱海は殴られ邪魔をされる。その場に通りかかった姫乃樹静香に串田は反撃を受けて撃退されるが、生徒会長がレズビアンであることと串田が生徒会長に惚れているという事情を姫乃樹静香は知り、串田に協力することにした。熱海はその後も隠れて本田生徒会長と性行為をしようとしてペニスを膣内に挿入寸前まで持ち込んだものの邪魔が入って本田生徒会長と性行為をすることができない。一旦中止してプール横の空き部屋で待ち合わせることにするが、そこは偶然にも姫乃樹静香が串田と約束をした本田生徒会長を呼び出す予定の場所であった。本田生徒会長は、待ち合わせ場所に行くが、扉を開けた途端、オナニーをしていた串田が射精をしていた。それを見た本田生徒会長は男性不信になり、やはり女性が良いと姫乃樹静香にキスをした。
小泉（こいずみ）
熱海の同じ高校の同級生。高橋という水泳部のエースと付き合っている。高橋の前で、マイクロビキニを着て登場し、全裸になったりとかなり大胆である。小泉は高橋でロストバージンして以降、性行為をなかなかしたがらない高橋に理由がわからず悩んでいる。自分に欠陥があるのではないかと悩み、自分のバイト中のファーストフード店内で熱海に自分の体に問題がないか確かめてくれと熱海に乳首を舐めさせたり、後背位からセックスをさせた。康介は勿論断る気などなく仕事中であるにもかかわらず後背位からペニスを挿入してピストン運動を繰り返してそのまま小泉の胎内に膣内射精をしている。実は高橋はトレーニングのため逆立ちをしながら街中を歩きまわり、女性を下から眺めることに嵌まってしまっていて、小泉との行為に気持ちが向かなかった。熱海はそれに気づき、公園に姫乃樹静香を呼びだして、噴水の前に姫乃樹静香を座らせて、向かいのベンチにコートを着た男がきたら下着を脱ぐように頼んだ。そのコートの男は高橋がコートを着て逆立ちをしていた。熱海も同じく逆立ちをして高橋の横に座り高橋と会話をする。熱海は高橋に小泉とよりを戻すように促し、高橋はいままでの行為を反省し黙っていてほしいと熱海に頼むが、熱海は次の試合に優勝しないとダメだと言う。その場を高橋は立ち去り、熱海だけが残るが、姫乃樹静香は向かいのベンチのコートの男を怪しみ近づく、そのコートの男が熱海だったと分かった。高橋がすでにいなかったので、いままでの行為がなぜ小泉を助けることになるのか理由のわからないままの姫乃樹静香だった。その後日、高橋は水泳の試合に優勝し小泉との関係も元に戻った。
増田久子（ますだ ひさこ）
熱海の同級生。熱海に顔の似ている存在感のない男子・山下ひろしに恋していて、ひろしの身代わりで顔の似ている康介とセックスする。康介は街で久子をナンパし、そのままラブホテルに連れ込んで正常位から挿入して膣内射精した。山下ひろしに告白をしたいが勇気が持てず性欲を発散はしたいが為に康介とはその後も体育祭の最中にも関係を持ち、体育倉庫でも性行為をした。体育祭が終わった後に山下が海外に転校していまうため、その前に久子には山下に告白してもらいたいと思った康介は二人に繋がりをもたせる為に自身と山下が企画していた障害物競走で奮闘する。それがきっかけで二人は交流を始め、遠距離恋愛の文通が始まった。この話以降は二人は登場していない。
萩原奈緒美（はぎわら なおみ）
熱海の同級生の萩原の義母。萩原の父親は仕事のために自宅に帰らずほとんど留守にしている。萩原はその寂しさから父親の再婚相手に嫌がらせをして、それに耐えかねた父の再婚相手は何人も離婚してしまっていた。萩原奈緒美は最後の再婚相手であるが、萩原の父親を愛しておりその息子の萩原も愛している。ある日、萩原は父の別荘に熱海と姫乃樹静香をテニスに誘った。そこで萩原は熱海と姫乃樹静香に義母の萩原奈緒美を紹介する。自分の義母であることは伏せてテニスをするが、萩原は萩原奈緒美にノーパンで来るように命令していた。テニスの最中に萩原奈緒美のノーパン姿を目撃する熱海と姫乃樹静香であったが、姫乃樹静香は怒って自宅に帰ってしまう。熱海も姫乃樹静香を怒らせたことに腹を立てて帰ろうとするが、萩原から萩原奈緒美が熱海を気に入って性行為をしたがっているといわれて思いとどまり萩原の別荘に泊まることにする。その夜、熱海は萩原奈緒美の部屋に忍び込み、萩原奈緒美がベットの上で自慰行為に耽っている姿を目撃し、その後熱海はフェラチをされながら萩原奈緒美から本当の事情を聞かされる。萩原奈緒美のある計画を聞き、口内発射させることを条件に熱海は協力することにする。その計画とは萩原の誕生パーティのときに、停電させて萩原と萩原奈緒美を同じ部屋に閉じ込めて性行為をするというものであった。女性と性行為をすれば萩原の歪んだ性格を更生できると萩原奈緒美は考えたのである。その計画は失敗して、熱海と萩原奈緒美が部屋に閉じ込められて2人でセックスをして終わった。しかし、その前に萩原奈緒美に本気で叱られたことで萩原は萩原奈緒美の愛情が本物であることを知り更生していた。
西田未亜（にしだ みあ）
熱海の同級生。身体測定の当日に女生徒の下着を盗む泥棒と鉢合わせし、ナイフを突きつけられたショックで廊下にへたり込むが、その場でおしっこを漏らしてしまい、廊下におしっこの水溜まりを作り、履いていたパンツをビショビショに濡らしてしまう。その後静香にパンツを貸してもらうことでスケベな医師に自身の性器を見られることは避けられたが、代わりに静香がノーパンになったため、静香を助けてもらう代わりに康介と体育倉庫でセックスをすることになる。
落合美樹（おちあい みき）
熱海と同じ高校に通う高校1年生の女子高生。同じ高校の2年生で陸上部の川村邦彦に惚れている。川村邦彦に告白するラブレターを出すが、翌日ごみ箱に捨てられたラブレターを発見し、自殺を図るようになる。自殺の現場に居合わせた熱海と姫乃樹静香と同級生の山田に阻まれ、自殺を阻止される。康介は死ぬなら妊娠しても関係ないと美樹にセックスを迫り、自分が後背位からペニスを挿入して美樹と性行為をした。実は、川村邦彦と落合美樹は相思相愛なのであり、落合美樹と同様に川村邦彦に惚れた女子高生がいて、2人の仲を邪魔するために、その女子高生がラブレターを破いて捨てていたのである。その後も自殺を図る落合美樹であったが、金持ちの山田の協力を得て、ロッカーに閉じ込められていると思わされていた落合美樹が外に出たと思った途端、そこは飛行機の中であり、スカイダイビングをさせられることになった。スカイダイビングさなか本当の事情を熱海に聞いた落合美樹は、再びラブレターを書きながら降下して、着陸後に川村邦彦に告白して快く承諾された。
大韻欄鈴鈴（だいいんらん りんりん）
熱海と同じ高校に通う女子高生で中国からの留学生で超能力者。風呂屋に住み込むことになる。入学のあいさつをするために国立高校に電話するが、間違えてテレクラに電話する。そのテレクラの電話の相手が熱海だった。熱海は性行為をするために呼び出されたと勘違いして、国立高校で大韻欄鈴鈴と待ち合わせをする。大韻欄鈴鈴は下着を履き忘れて中国服姿で現れる。熱海は大韻欄鈴鈴と体育倉庫で性行為をしようとするがうまくいかず、姫乃樹静香に邪魔をされ行為をせずに立ち去った。しかし、大韻欄鈴鈴は熱海の愛撫に快感を覚えて熱海に好意を持つようになった。その後日、風呂屋に熱海を呼び出して性行為をしようとするが失敗に終わった。
津村一也の姉（つむらかずやのあね）
津村一也は熱海の同級生で、自分の部屋に引きこもっている。津村一也に猥褻な電話や手紙が謎の女性から届き、津村一也の姉は弟が引きこもっているのはその女が原因ではないかと疑い、熱海に調査を依頼する。危険を感じる熱海に津村一也の姉は性的な誘惑して調査を承諾させる。実は子供のころから部屋に閉じ込められて勉強させられていた津村一也は社会不適合型精神分裂病になってしまっていた。謎の女性は津村一也自身であった。真実を突き止めた熱海は、津村一也の姉と約束の成功報酬である性行為をした。
星川秀美（ほしかわ ひでみ）
姫乃樹静香の友達の同級生。付き合っていた彼氏に肉体関係を拒否したことから振られてしまい新たな恋人を探している。夏休みにプールに姫乃樹静香を誘って、恋の相手を探していた。同じプールに来ていた熱海が頭を打ったことで混乱して、姫乃樹静香と星川秀美を間違えて性行為しそうになった。一度目は、星川秀美は姫乃樹静香の友達であることから拒否する。しかし、熱海が好みのタイプであった星川秀美は、勘違いして性行為をするなら姫乃樹静香を裏切ることにはならないと考え、熱海を転ばせて頭を強打させて混乱させた状態にしてプールの中で熱海と性行為をすることに成功した。
水上保奈美（みなかみ ほなみ）
姫乃樹静香の同級生。熱海の同級生で美男子の諸星京平と付き合っている。諸星京平は倫理教師の横溝にラブホテルに出入りしているところを目撃されて脅されていた。水上保奈美が諸星京平とラブホテルに入った後、水上保奈美に目隠しをさせて、諸星京平と横溝が入れ替わり性行為をさせることで、諸星の行為に目をつぶることを約束していた。その真実を熱海と姫乃樹静香は突き止めて、水上保奈美と諸星京平は元通りの恋人同士に戻った。

## 漫画ゴラク版（続編）

### 概要（続編）
出張ホストとなった熱海康介がいろいろな女性の所に寄り、彼女らの心の乾きを癒していく。一話完結。康介と静香は結婚したという設定だが、静香は出てこない。
- 静香はdelivery.8（8話）の最後の4ページに登場。マドンナ先生も登場したが前作とは全く別人になって登場した。

### あらすじ（続編）
熱海康介は無事に静香と結婚したが、34歳になっても性欲を抑えきれず、連夜の女遊びとリストラで静香から離婚を言い渡される。絶望の淵に立った康介は、すがりつくように出張ホストで身銭を稼ぐ。様々な女性たちの心と身体を癒していくことで最後はマネージャーの作ったきっかけにより別人になりすました静香が康介に依頼し一夜をともにして康介に正体が静香自身である事を見破られ互いにもう一度やり直す事を決め康介は出張ホストをやめ2人で幸せに暮らす。

## OVA版

### エンジェル
1990年に大陸書房から発売。他のキャストは皆18禁名義で出演してる中、姫乃樹静香役に当時「ミスコンの女王」「ミスコン荒らし」と言われタレントに転身した直後の白石さおりを実名で起用（デビュー曲は主題歌として使われた）。2001年にはDVD化もされた。アニメーション制作はプロジェクトチーム・ムー。

### 新・エンジェル
1994年から1995年にかけてピンクパイナップルから『新・エンジェル』のタイトルでアダルトアニメとして、VHSおよびレーザーディスクで5巻（5話）発売された。さらに1999年に『新・エンジェルRV』のタイトルで3巻発売されている。アニメーション制作はアームス。
日本ではDVD化は行われていないが、『新・エンジェル』についてはDMM R.18動画などインターネットテレビサイトで公式に有料動画配信が行われている。また、無修正の北米版DVDが存在する。
『新・エンジェルRV』についてはVHSパッケージ以外での視聴は不可能となっている。

## OV版
1. エンジェル（1996年）
2. エンジェル 正体不明のお女王様!?（1997年）

### キャスト
- 姫乃樹静香 - 菅野美寿紀
- 康介 - 池田一視
- 川奈由依
- 三枝美憂
- 酒井一圭
- 千葉慎也
- 冴島奈緒

### スタッフ
- 製作：ラッシャー池田
- 原作（シュベール出版刊「エンジェル」より）
- 音楽・スーパーバイザー - 遊人
- 企画 - 武内健
- 監督 - 服部光則
- 脚本 - 岡野有紀・永田健二
- 制作 - 株式会社コダイ
- 製作 - 大映株式会社